# Ratcliffe on the Wreake
Ratcliffe on the Wreake – wieś w Anglii, w hrabstwie Leicestershire, w dystrykcie Charnwood. Leży 12 km na północny wschód od miasta Leicester i 150 km na północny zachód od Londynu.